# Gomphrena globosa
Gomphrena globosa, comummente conhecida como  perpétua (não confundir com a espécie Gomphrena gnaphaloides, que consigo partilha este nome), amaranto-globoso, gonfrena ou perpétua-roxa é uma planta herbácea, da família das Amarantáceas, dotada de flores de coloração roxa, com folhas de formato oval-lanceolado, de textura pilosa e coloração verde-clara.
É nativa do Brasil, Panamá e Guatemala.

## Usos
Em Trinidad, servem-se das flores, que são fervidas, para fazer chá, contra as cólicas, oligúrias e tosses. 
Com as flores é comum fazerem-se colares e grinaldas naturais, principalmente em leis (colares festivos da cultura havaiana) , uma vez que mantêm tanto a forma, como a cor após a secagem.

## Etimologia
No que toca à taxonomia desta espécie, o nome genérico, Gomphrena, grego antigo γόμφος, que significa «prego; pega; ferrolho».
O epíteto específico, Globosa, provém do latim e significa «redondo; esférico». 